# Villeroy & Boch
Villeroy & Boch AG (V&B) er en tysk producent af keramikvarer. I 1748 blev virksomheden grundlagt af François Boch og Nicolas Villeroy. I dag ejes den fortsat af familien von Boch-Galhau og Villeroy de Galhau. De har 13 fabrikker og sælger varerne i 125 lande. I 2022 var der 6.415 ansatte og en omsætning på 995 mio. euro.